# Special Correspondents
Pour plus de détails, voir Fiche technique et Distribution.
Special Correspondents est un film américain, sorti en 2016 Il s'agit du remake du film français Envoyés très spéciaux réalisé par Frédéric Auburtin en 2009 avec Gérard Jugnot et Gérard Lanvin.

## Synopsis
Deux journalistes de radio devant partir couvrir un conflit en Amérique du Sud, se retrouvent obligés d'inventer leur correspondance.
Ils sont cachés dans l'immeuble en face de leur radio.

## Fiche technique
- Titre français : Special Correspondents
- Réalisation et scénario : Ricky Gervais
- Directeur de la photographie : Terry Stacey
- Pays d'origine : États-Unis
- Genre : comédie
- Date de sortie : 2016

## Distribution
- Ricky Gervais (VF : Antoine Nouel) : Ian Finch
- Eric Bana (VF : Jérémie Covillault) : Frank Bonneville
- Vera Farmiga (VF : Laurence Dourlens) : Eleanor Finch
- America Ferrera (VF : Marie Giraudon) : Brigida
- Kelly Macdonald (VF : Julie Turin) : Claire Maddox
- Benjamin Bratt (VF : Maurice Decoster) : John Baker
- Kevin Pollak (VF : Patrice Dozier) : Geoffrey Mallard
- Meghan Heffern : Virginia
- Raúl Castillo (VF : Benjamin Pascal) : Domingo
- Ari Cohen (VF : Marc Bretonnière) : Rampling
- Alison Brook (VF : Claire Beaudoin) : Allie
- Walter Alza (VF : Eric Peter) : Alejandro
- Glen Grant (VF : Marc Bretonnière) : Perry
- Jonathan Langdon (VF : Philippe Siboulet) : le maître d’hôtel
- Jim Norton : Rent Boy